# Shere Hite
Shere Hite (Saint Joseph, 2 de novembro de 1942 – Londres, 9 de setembro de 2020) foi uma sexóloga e feminista teuto-americana.
A pesquisa de Hite concentra-se no estudo da sexualidade feminina. Autora de uma das obras mais polêmicas da história sobre a sexualidade feminina: O Relatório Hite sobre sexualidade feminina. Lançada nos anos 1970 a obra ampliou o debate sobre o feminismo.
Morreu no dia 9 de setembro de 2020 em Londres, aos 77 anos.